# Forsthaus Benjental
Das Forsthaus Benjental ist eine privat bewirtschaftete Schutzhütte in der Haardt, einem Teil des Pfälzerwaldes. Sie befindet sich nordwestlich der Gemeinde Gimmeldingen. Die Hütte liegt in einer Höhe von 240 m ü. NHN. Sie bietet keine Übernachtungsmöglichkeiten an. Der Name der Hütte leitet sich vom nahegelegenen Benjental ab, einem Seitental des Gimmeldinger Tals.

## Lage
Die Hütte liegt im Gimmeldinger Tal auf der Gemarkung der Stadt Deidesheim. Nur etwa 200 Meter talabwärts liegt die Grenze zur Gemarkung Neustadt an der Weinstraße, zu der der untere Teil des Gimmeldinger Tals gehört. Der Mußbach fließt direkt an der Hütte vorbei. Durch das Tal führt eine schmale Fahrstraße als Kreisstraße 15 von Gimmeldingen zum Forsthaus Silbertal. Zur Hütte zweigt ein etwa 200 Meter langer Fahrweg ab. Der Talabschnitt an der Hütte wird durch die Bergmassive des Weinbiets (554 m ü. NHN) im Süden und des Stabenbergs (496 m ü. NHN) im Norden eingerahmt.

## Geschichte
Als Vorgängerbauten existierten ab 1699 ein Sägemühle, ab 1711 eine Wappenschmiede und ab 1820 eine Mahlmühle. Die heutige Gemarkungsgrenze zwischen Deidesheim und Gimmeldingen war im 18. Jahrhundert die Grenze zwischen dem Fürstbistum Speyer, zu dem Deidesheim gehörte, und der Kurpfalz. Die Transportwege zu den Deidesheimer Mühlen im oberen Gimmeldinger Tal mussten über kurpfälzer Gebiet erfolgen. Mit der Einführung von Zöllen im Jahr 1715 wurde der Warentransport über Eselspfade über die Passhöhe Knoppenweth nach Deidesheim abgewickelt. Die Mühlen erhielten dadurch den Namen Eselsmühlen. Die Notwendigkeit, den Umweg über die Knoppenweth zu nehmen, erübrigte sich erst 1794 durch die Abschaffung der Zölle durch die französische Besatzungsmacht.
Bis zum Ende des 18. Jahrhunderts waren die Wälder am Haardtrand zu den Siedlungen in der Rheinebene stark übernutzt. Erst während der bayerischen Verwaltung der Pfalz ab 1815 wurde eine planvolle Forstwirtschaft eingeführt. Der Deidesheimer Wald unterstand dem Forstamt Neustadt an der Haardt (später dem Forstamt Neustadt-Nord). Zur Waldaufsicht wurden die Forsthäuser Silbertal, Luhrbach bei Lambrecht und Benjental errichtet. Letzteres wurde 1878 erbaut und war bis 1968 durch einen Förster bewohnt. Mittlerweile ist das Gebäude als Wohnplatz Benjental ausgewiesen.
Das Forsthaus Benjental gehörte bis 2024 der Stadt Deidesheim und wurde in diesem Jahr an eine Privatperson verkauft. Nach umfangreichen Renovierungsarbeiten wurde das Gasthaus im Dezember 2024 wiedereröffnet.

## Zugang und Wanderungen
Die Hütte kann zu Fuß oder per PKW erreicht werden. Parkmöglichkeiten finden sich an der Hütte. Unweit an der Talstraße befindet sich ein Wandererparkplatz. Der Zugang zu Fuß kann über einen gut ausgebauten Wanderweg (Kennzeichnung: rotes Dreieck) entlang des Mußbaches von Süden vom Sportplatz in Gimmeldingen oder von Norden vom Forsthaus Silbertal aus erfolgen. Direkt an der Hütte startet der Eselsweg (Kennzeichnung: Eselsymbol) nach Deidesheim, der den historischen Transportweg nachbildet. An der Hütte führt der Prädikatswanderweg Pfälzer Weinsteig vorbei. Über markierte Wanderwege können die Gipfel des Weinbiets mit dem Weinbiethaus und dem Weinbietturm bzw. des Stabenberges mit der Stabenbergwarte erreicht werden. Benachbarte Wanderhütten sind das Alte Jagdhaus Looganlage, das Forsthaus Silbertal und das Weinbiethaus.